# Ghindești (Moldavia)
Ghindești è una città della Moldavia situato nel distretto di Florești di 1.841 abitanti al censimento del 2004, da non confondere con il comune omonimo dello stesso distretto
Dista 113 km dalla capitale Chișinău.

## Storia
La città è una delle più recenti della Moldavia. Il 28 giugno 1952 il Consiglio dei Ministri della Repubblica socialista sovietica moldava approvò la costruzione di una fabbrica di zucchero nel villaggio di Ghindești presso il fiume Răut in una zona ben collegata dal punto di vista stradale e ferroviario. Vennero contemporaneamente costruite abitazioni per i lavoratori, magazzini e scuole e il 13 agosto 1956 venne inaugurata ufficialmente la città col nome di Leninsk, che mantenne fino al 1992.

## Società

### Evoluzione demografica
In base ai dati del censimento, la popolazione è così divisa dal punto di vista etnico:
| Etnia       | Abitanti | %     |
| ----------- | -------- | ----- |
| Moldavi     | 1.359    | 73,82 |
| Ucraini     | 238      | 12,93 |
| Russi       | 201      | 10,92 |
| Rumeni      | 15       | 0,81  |
| Altre etnie | 28       | 1,52  |

## Economia
L'economia della città ruota intorno alla fabbrica di zucchero, ora privatizzata, che garantisce 670 posti di lavoro.